# Damian Wayne
Damian Wayne ou Damian al Ghul (árabe: داميان الغول) é um super-herói fictício da história em quadrinhos americana publicada pela DC Comics, comumente em associação com Batman. Ele é o filho de Batman e Talia Al Ghul, e, assim, neto do vilão do Batman, Ra's al Ghul. O personagem apareceu originalmente como uma criança sem nome na história de 1987 Batman: Filho do Demônio. que, naquele tempo, não era considerado parte do cânone. Depois disso, várias histórias em universos alternativos tratados com a vida do personagem, dando-lhe vários nomes. Em 2006, o personagem foi interpretado como Damian Wayne por Grant Morrison, e introduzido na continuidade principal em Batman #655, a primeira edição do arco de história "Batman and Son".
Desde que se conheceram, Bruce e Talia vivem uma profunda paixão, mas nunca conseguiram viver um relacionamento mais profundo e estável, pois ela vive dividida entre o amor e respeito que tem tanto por seu pai, quanto por seu amado. No entanto, mesmo sem aprofundarem este relacionamento, sempre ficou relativamente claro nas histórias que ambos tinham contato periodicamente, provavelmente mantendo relações sexuais. Com base nisto, o escritor Denny O'Neal escreveu a história O Filho do Demônio onde mostra que  Talia engravidou e teve um filho de Bruce, com o qual ele acaba não tendo contato. No entanto, por motivos não explicados, a editora DC Comics não explorou mais esse novo personagem após esta saga, ignorando-o na cronologia oficial do Homem-Morcego. Quase duas décadas depois, o escritor Grant Morrison decidiu re-oficializar o filho de Bruce com Talia na cronologia oficial do Batman, dando a ele o nome de Damian Wayne.
Bruce acabou o reencontrando já um tanto crescido. Damian era um menino que fora treinado por seu avô Ra's para ser seu herdeiro como líder da Liga dos Assassinos. Assim o menino, desde a mais tenra idade foi treinado corporal e mentalmente pra ser um guerreiro mortal e impiedoso, chegando mesmo a ter matado outra pessoa neste treinamento. A princípio Damian odiava o pai, além de ter tendências à violência e aceitar a pena capital. Bruce o acolheu em sua casa como filho e passou a treiná-lo, buscando salvá-lo de sua tendências homicidas e cruéis, fazendo-o de um vigilante parceiro seu.
Por certo tempo Damian odiou o pai, mas após a saga Batman R.I.P., passou a ter  mais respeito por ele. Quando Dick Grayson assumiu o manto do Batman no lugar do então tido por falecido Bruce Wayne, Dick resolver substituir Tim Drake por Damian como Robin, pois considerava que Tim era um guerreiro e um ser humano já pronto, enquanto Damian, irmão de ambos e único filho biológico de Bruce Wayne na época, era uma criança que se perderia se não fosse devidamente instruída e guiada por ele. Assim Damian se tornou o mais jovem de todos os Robins tendo apenas dez anos ao assumir a capa. Damian também foi o Robin mais destemido, arrojado, atrevido e violento de todos.
Por sinal, Tim e Damian nunca se deram bem, havendo uma clara rivalidade entre ambos sobre qual dos dois honra melhor a Bruce. Já a relação de Damian com Dick é bem melhor. A princípio, a criança desrespeitava e desafiava o irmão mais velho e tutor a todo instante, deixando bem claro não considerá-lo digno de substituir seu pai como Batman, por causa. de motivos a quais Damian além de ser filho biológico, para ele, sua relação com Bruce era bem maior do que a com Dick. E o Damian tinha a mania de chamar os próprios irmãos adotivos pelo sobrenome "Grayson", "Todd" e "Drake" ao invés de "Dick", "Jason" e "Tim". Porém, isto foi modificando-se com o tempo, com Dick conquistando o respeito e admiração do jovem pupilo, ajudando-o a entender quem realmente era o pai de ambos, por causa de suas crenças. Damian passou a admirar Dick e foi tocado por seu senso de justiça, o qual sabe que foi influenciado diretamente por Bruce, tentando se comparar com seus anteriores (Robins), apesar de ainda ter algum certo preconceito contra ele e sua determinação em não usar violência além do estritamente necessário pra derrotar os vilões. Damian demonstrou ter grande habilidades de esgrima, chegando a derrotar o assassino Victor Zsasz.
Após o retorno de Bruce Wayne como Batman, Damian chegou a lutar um tempo ao lado do pai como Robin.

## Futuros Alternativos
Batman # 666 (2007), vemos um futuro alternativo de Damian: um Damian Wayne adulto como Batman. Ele assume o manto depois que foi incapaz de salvar Batman de ser morto. Este Batman é mais sombrio do que seu pai, mais dispostos a ferir e matar oponentes se tiver a necessidade de fazê-lo. Também tem um gato de estimação chamado Alfred. Ele parece ter desenvolvido uma rivalidade com a Comissária Barbara Gordon (que condena veementemente suas ações, alegando que matou alguém próximo a ela) e possui alguma forma de habilidade sobrenatural; Mais visivelmente, capacidade de curar as feridas em momentos catastróficos.
Isso está implícito, neste futuro possível, Damian literalmente fez um acordo com o diabo: sua alma em troca da imortalidade e habilidades de cura para poder proteger Gotham. Damian afirma que ele sabia que não poderia se assemelhar a seus antecessores, Bruce Wayne e Dick Grayson, mas faz para ele por "batota", como chama. Através da criação de armadilhas em toda a cidade (principalmente edifícios proeminentes), Damian transformou Gotham em uma arma. Mesmo ainda mais em frente neste futuro em Batman # 700 (2010) batalha com Duas-Caras-Dois e resgata um jovem Terry McGinnis dele.
Anos mais tarde, é visto como mentor de Terry, que assume o manto de Batman. Em Superman / Batman # 75, Damian aparece com Conner Kent, que é o novo Superman. Ao contrário do pai de Damian e do Superman Original, Conner é completamente em desacordo ao que parece com o novo Cavaleiro das Trevas devido à sua desaprovação das abordagens violentas de Damian como Batman. Na edição # 80, mostra Damian e Conner também como Batman e Superman do futuro.
Na série DCeased (2020), Damian volta a utilizar o manto do morcego após a morte de Bruce Wayne e os membros da Bat-Familia, após o planeta ter sido infectado pelo virus da Equação Anti-Vida que transforma os habitantes em zumbis. 
Já em Batman Beyond #7 (2017), mostra um futuro onde Damian traiu seu pai e se tornou o novo Ra's Al Ghul.

## Reboot: Os Novos 52
Após o ponto de ignição, a origem do Damian não mudou, ele continuou o mesmo, só que agora ele atua com o seu pai, enquanto o Dick Grayson era o Asa Noturna e o Tim Drake nunca foi o Robin, ele era conhecido como Red Robin. Damian começou a mostrar que seria um Robin bem melhor que o Dick, o Jason e o Tim, por ter mais experiências em combates. Ele chegou até desafiar as ordens do seu pai e os dois tiveram um confronto na saga "A Noite das Corujas", mas isso foi só questão de tempo do Damian começar a amadurecer e aceitar as regras. Após o seu pai reunir a Corporação Batman novamente, Damian tinha agido como Red Bird, o pássaro vermelho, mas depois ele voltou a ser o Robin onde ele enfrenta o seu clone que já estava crescido e ele mata o Damian, mas acaba morrendo junto. Bruce lamentou pela perda do seu filho, e queria traze-lo de volta. Por isso ele correu pelo inferno inteiro buscando um meio do Damian voltar a vida e com isso ele usa o fragmento de caos do Apokolips infundido com os Feixes de Omega de Darkseid no corpo de Damian e assim Damian ressuscita, mas ganhou super poderes, temporariamente, e após o seu pai ter sido dado como morto no confronto como o Coringa, Damian começa a viajar pelo mundo.

## Sozinho sem o pai
Damian já estava entre 11-12 anos de idade, e ele conheceu uma fera bruta semelhante com a de um morcego e adotou com o nome de Golias. Ele conheceu uma menina chamada Maya Ducard que no inicio queria matar o Damian, mas acabou se aliando a ele depois. Logo ele retorna em Gotham, onde ele se une ao Dick, ao Tim e ao Jason como os Robins Veteranos para treinar uma gangue de delinquentes que se julgam o Robin na saga "Guerra de Robin" e o líder da Corte das Corujas manipulou o Damian, mas ele por ser orgulhoso se volta contra ele, e ele depois se reencontra com o seu pai que revelou ainda estar vivo e ele aprendeu que o Bruce não podia ensinar mais nada ao Damian, pois ele já teria que aprender a se virar cedo ou mais tarde.

## Renascimento, lider dos Titãs
Após a aparente morte do Tim Drake, Damian completa 13 anos de idade, já chegando na fase adolescente e agora ele achou que já tem o direito de liderar os Novos Titãs formados por Mutano, Ravena, Estelar e Kid Flash (Wally West II), Damian contará com a ajuda dos Novos Titãs para deter o seu avô Ra's Al Ghul e a sua prima Mara que o odeia por ele ter humilhado ela no passado. Eventualmente ele aceitou o Jackson Hyde que se tornou o novo Aqualad na equipe, mas Damian descobriu que existia outro Wally West (o primeiro) que pertencia a equipe dos Titãs originais junto com o Dick. E o Wally II sem querer ajudou o Slade a descobrir a forma de tentar voltar no passado para salvar o seu filho, e com isso, Damian expulsa o Wally II. Mas no final acabou aceitado ele de volta.
Quando não está atuando nos Titãs, Damian se vê forçado a trabalhar em equipe com o Jonathan Kent (filho do Superman e da Lois Lane de pós-crise) e aí surgiu uma nova dupla de Super-Filhos, e então Damian e Jon terão que aprender a serem companheiros como os seus pais. Por sua vez, esta nova dupla também participou numa atividade com os Novos Titãs, e assim o Jon tornou-se um membro auxiliar dos Novos Titãs.

## Em outras mídias

### Televisão
- Ele aparece em um episódio de Batman: The Brave and the Bold onde no futuro, o Damian é filho do Bruce com a Selina, ao invés da Talia. Ele já começa se dando bem com o Dick que já tinha sido promovido o Batman depois que Bruce e Selina se aposentaram, e depois da morte dos seus pais, Damian se torna o Robin usando um uniforme quase idêntico ao do Tim. No final, Damian é promovido o novo Batman e o seu filho é o novo Robin. Isso era só uma história que foi contada pelo Alfred esperando que um dia Batman e Mulher-Gato começassem a ter um relacionamento, em breve.

### Filme
- Damian Wayne tem um papel principal no filme Son of Batman, com a voz de Stuart Allan.
- Ele também aparece em Batman vs. Robin como uma sequência de Son of Batman, com Stuart Allen reprisando seu papel.
- Damian aparece em Batman: Bad Blood, uma sequência de Son of Batman e Batman vs. Robin estrelando Batwoman, com Stuart Allan reprisando seu papel. Seu clone alterado, o Herege (voz de Travis Willingham), também aparece como o antagonista.
- Damian aparece em Justice League vs. Teen Titans, uma sequência de Justice League: War e Justice League: Throne of Atlantis, com Stuart Allan reprisando seu papel.[6]
- Na sequência deste filme, Jovens Titãs: O Contrato de Judas, Stuart Allan retorna como Robin, que agora "trabalha sozinho".
- Damian aparece como Robin no longa Batman Ninja em que faz amizade com um macaco.
- Damian aparece junto de seu pai que estava de luto depois da luta entre Superman e Apocalipse, que resultou na morte do Superman no filme A Morte de Superman 2018.
- Damian tem uma rápida participação numa chamada de video no filme animado Batman: Silencio ('Batman: Hush' no original) lançado em 2019 e de novo dublado por Stuart Allan

### Jogos eletrônicos
- Damian Wayne aparece como Asa Noturna (Nightwing) em Injustice: Gods Among Us. Nessa Terra alternativa, em que o Superman se tornou o Auto-Conselheiro (líder mundial), Damian matou o Asa Noturna original (Dick Grayson) e assumiu o título. Na sequência, Injustice 2, o Damian aparece tanto como Robin quanto Asa Noturna.